# Carterina
Carterina ist die einzige Gattung einer Ordnung gehäusetragender Protisten aus der Gruppe der Foraminiferen. Sie ist fossil seit dem oberen Eozän belegt.

## Merkmale
Die ersten, noch einfachen Kammern des aus Niedrig-Magnesium-Kalzit bestehenden, trochospiralen Gehäuses sind halbkreisförmig, spätere nach rund zwei Umdrehungen der Spirale halbmondförmig bis unregelmäßig geformt und durch Zwischenwände (Septen) weiter unterteilt.
Das besondere Merkmal der Carterina ist die Bauweise ihres Gehäuses. Es setzt sich zusammen aus zahlreichen stäbchenförmigen Kristallnadeln, die vom Tier sezerniert und lagenweise auf eine organische Außenhaut aufgebracht werden, die als Untergrund des Gehäuses dient. Zwischen diesen größeren Nadeln werden kleinere, ansonsten aber identische Nadeln gemeinsam mit einer organischen Substanz als Kitt angebracht. Die Nadeln werden vermutlich im Protoplasma produziert und in der Folge auf der Außenhaut angebracht. Sie erreichen Größen zwischen 1 und 22 Mikrometer, jene auf der Oberfläche nehmen von innen nach außen in ihrer Länge zu.

## Verbreitung und Lebensweise
Carterina kommen weltweit in tropischen Küstengewässern vor. Vermutlich leben sie anfangs frei und erst als adulte Tiere sessil auf dem Untergrund.

## Systematik
Die Gattung wurde 1884 durch Henry Bowman Brady erstbeschrieben. Die Familie wurde 1955, die Ordnung 1981 jeweils durch Alfred R. Loeblich und Helen Tappan erstbeschrieben. Arten sind:
- Carterina spiculotesta (Typusart)

## Nachweis
- Alfred R. Loeblich, Jr., Helen Tappan: Foraminiferal genera and their classification, E-Book des Geological Survey Of Iran, 2005, Online zu Unterordnung bzw. Gattung